# Procitnutí v Garden State
Procitnutí v Garden State (v anglickém originále Garden State) je americká filmová komedie z roku 2004. Režisérem filmu je Zach Braff. Hlavní role ve filmu ztvárnili Zach Braff, Natalie Portman, Peter Sarsgaard, Ian Holm a Jean Smart.

## Obsazení
| Zach Braff      | Andrew Largeman |
| Natalie Portman | Sam             |
| Peter Sarsgaard | Mark            |
| Ian Holm        | Gideon Largeman |
| Jean Smart      | Carol           |
| Armando Riesco  | Jesse           |
| Jackie Hoffman  | Sylvia Largeman |
| Method Man      | Diego           |
| Jim Parsons     | Tim             |